# William Lobo
William „Willie” Lobo (ur. 20 stycznia 1937) – ugandyjski hokeista na trawie, uczestnik Letnich Igrzysk Olimpijskich 1972.
Na igrzyskach w Monachium Lobo reprezentował swój kraj w siedmiu spotkaniach przeciwko ekipom: Malezji, Francji, Pakistanu (wszystkie przegrane przez Ugandę 1-3), Meksyku (zwycięstwo Ugandy 4-1), Argentyny (0-0), Belgii (2-0 dla Belgii), Hiszpanii (2-2); w meczu przeciwko Hiszpanii, Lobo strzelił jedynego gola w turnieju. W klasyfikacji końcowej, jego drużyna zajęła przedostatnie 15. miejsce, wyprzedzając jedynie reprezentację Meksyku.